# 大木久
大木 久（おおき ひさし、1924年7月6日 - 2013年3月20日）は、日本の実業家。元キーコーヒー株式会社代表取締役会長。義父の柴田文次はキーコーヒー創業者。

## 人物
山形県東村山郡寺津村(現・天童市寺津)で生まれる。学生時は「開校以来の神童」とたたえられるほど優秀な生徒であった。
木村コーヒー店(現キーコーヒー)入社後は、インドネシアの幻の「トラジャコーヒー」を復活させるなど、コーヒー一筋の人生を歩む。民間企業でありながら、5年をかけてインドネシアのインフラを整備し、地区民の生活を安定させた。同社代表取締役専務、同副社長、同会長を歴任し、1995年相談役に就任。2013年3月20日、慢性閉塞性肺疾患で死去。享年88。

## 略歴
1924年（大正13年） 山形県東村山郡寺津村(現・天童市寺津)に、和算の研究家の善太郎、教師・みやの次男として生まれる。寺津尋常高等小学校、県立山形夜間中学校、米沢工業専門学校（現山形大学工学部）電気通信科卒業。
1947年（昭和22年） 日本無線に入社。
その後、築地のヤミ市で木村コーヒー店(現キーコーヒー)の社長、柴田文次と出会う。柴田は大木を自宅に招くようになり、4人いる娘との結婚を望んだ。大木は次女・とよ子と結婚。
1952年（昭和27年） 木村コーヒー店（現キーコーヒー）に入社。
1970年（昭和45年） 当時副社長であった大木の元に一握りのトラジャコーヒーの生豆が届けられる。
1973年（昭和48年） 4月に、大木はインドネシアへと向かった。トラジャまでの道のりは険しく、島最大の都市から丸一日がかりであった。戦後に廃れた農場に足を踏み入れ、ジャングルと化していたそこで真っ赤なコーヒーの実・レッドチェリーを見つけた時、大木は涙を流したという。大木は約1ヶ月間、調査のために滞在し綿密にこの地と向き合った。そして、戦争に加担した日本人の手で「トラジャコーヒー」を復活させなければならないと心に誓った。
1996年（平成8年）10月15日　外務大臣表彰を受賞。長年にわたるトラジャ事業が認められた形となった。
2013年（平成25年）3月20日　慢性閉塞性肺疾患のため死去。